# シカンダル (カシュミール・スルターン朝)
シカンダル（Sikandar, 生年不詳 - 1413年）は、北インド、カシュミール・スルターン朝の君主（在位：1389年 - 1413年）。その治世、ヒンドゥー教に対する弾圧を加え、ヒンドゥーの寺院や偶像を破壊したため、「偶像破壊者」（Butshikan）と呼ばれた。

## 生涯

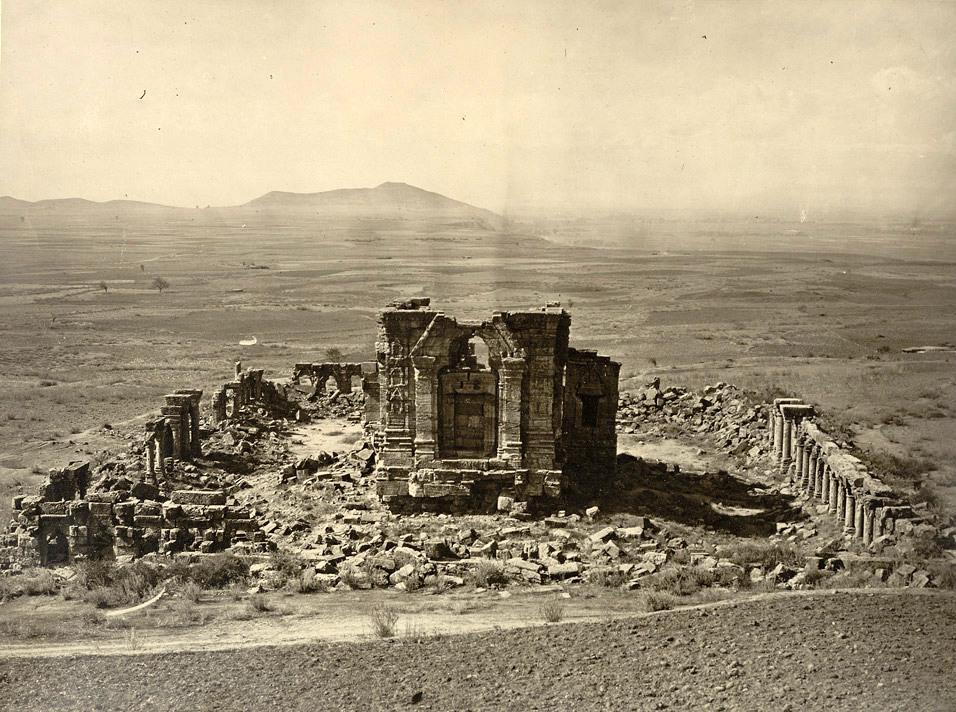
シカンダルの徘徊したとされる寺院

1389年、シカンダルは父王クトゥブッディーンの死により、即位した。彼は王朝の創始者シャー・ミールの孫にあたる。
この時代はムスリムの聖者や亡命者が中央アジアからカシュミール地方に流入し、社会が大きく変容していた時代でもあった。これは中央アジアにティムール朝が成立したことが大きかった。また、ヒンドゥー教とイスラーム教のいくつかの特徴を結びつけた「リシ」と呼ばれるスーフィー聖者が興隆していた。
一部は聖者らの布教によって、また一部は下層民がイスラームに改宗した。シカンダルはイスラーム教の熱烈な信者であったため、この流れをさらに加速させた。伝承の多くは、これをグブラウィー教団のサイイド・アリー・ハマダーニーの影響に帰結している。1393年にカシュミールにやって来たミール・ムハンマド・ハマダーニーも大きな影響を与えた。
シカンダルはバラモンに激しい迫害を加え、彼はヒンドゥー教徒にムスリムになるか、カシュミールを出ていくかの、二つに一つの厳しい選択を迫った。ヒンドゥー教徒の寺院は破壊され、金銀の偶像は溶かされて通貨にされた。ヒンドゥー教徒は改宗するか、カシュミールから逃げるか、あるいは両方を拒んで殺されるものが続出した。これらの命令は王国の大臣でヒンドゥー教からイスラーム教に改宗したスーハ・ハダの提案によるものであったという。
これら一連の行動により、14世紀末にカシュミール地方のイスラーム化が大きく進行した。とはいえ、一連の行動は必ずしも在来の信仰を排除するためのものでなく、共存、あるいは融合する動きも含んでいたとする説もある。政権の運営にはヒンドゥー教とも多く参加しており、王族とヒンドゥー教徒との通婚もしばしば行われた。シカンダルは「偶像破壊者」の称号を帯びているが、それはムスリム王朝成立から半年たってもまだ、ヒンドゥー教の信仰が盛んであったことを示していると考えることもできる。
また、シカンダルは学者を手厚く保護し、西アジアから多くの学者がこの地へと移った。
シカンダルの死後、その年長の息子アリー・シャーが王となった。だが、1420年に彼はメッカへと巡礼に行き、その弟ザイヌル・アービディーンが王位を継承した。